# Relació d'ordre
Sigui {\displaystyle A\,} un conjunt qualsevol. Una relació en {\displaystyle A\,} és un criteri que ens permet dir si dos elements qualssevol de {\displaystyle A\,} satisfan la relació o no. Una relació és relació d'ordre si compleix les propietats reflexiva, antisimètrica i transitiva.
La relació d'ordre a un conjunt {\displaystyle A\,} fa que aquest sigui un conjunt ordenat, de vegades dit parcialment ordenat, per remarcar que no compleix la relació de totalitat.
Els conjunts parcialment ordenats per una relació binària que a més és total, es diuen conjunts totalment ordenats.

## Definicions

### Definició de relació d'ordre
Una relació d'ordre {\displaystyle \sim \,} en un conjunt {\displaystyle A\,} és una relació que, {\displaystyle \forall a,b,c\in A\,} compleix les següents propietats:
- Propietat reflexiva: {\displaystyle \forall a\in A,a\sim a\,}.
- Propietat antisimètrica: {\displaystyle a\sim b\ \land b\sim a\ \Longrightarrow a=b,}.
- Propietat transitiva:{\displaystyle a\sim b,b\sim c\Longrightarrow a\sim c\,}.

### Definició de relació d'ordre total
Una relació d'ordre total {\displaystyle \sim \,} en un conjunt {\displaystyle A\,} és una relació que és d'ordre i que compleix la propietat de totalitat d'una relació binària:
- Propietat de totalitat: {\displaystyle \forall a_{1},a_{2}\in A,a_{1}\sim a_{2}\ \lor a_{2}\sim a_{1}\,}.

## Exemples
- La relació de divisibilitat | en el conjunt {\displaystyle \mathbb {N} } dels nombres naturals és una relació d'ordre: n|m si la divisió de n entre m té residu 0. Clarament és reflexiva, antisimètrica i transitiva.

- La relació d'igualtat entre els elements d'un conjunt també és una relació d'ordre (no total si el conjunt té almenys dos elements).

- La relació a≤b és una relació d'ordre total pels conjunts dels naturals ℕ, enters ℤ, racionals, ℚ, i reals ℝ. També és d'ordre total la relació ≤, com es pot comprovar fàcilment.

## Elements notables dels conjunts ordenats
Als conjunts ordenats es poden definir una sèrie d'elements amb propietats particulars. L'element mínim és un exemple: a serà element mínim de {\displaystyle A\ } si es verifica que {\displaystyle \forall b\in A\,a\leq b}.
L'element màxim es defineix anàlogament: a serà element màxim de {\displaystyle A\ } si es verifica que {\displaystyle \forall b\in A\,a\geq b}.

## Història
Els conjunts ordenats apareixen a moltes branques de les matemàtiques. Tot i així, no se'n troben referències explícites fins al segle xix.
George Boole fou el més important, juntament amb Charles Sanders Peirce, Richard Dedekind, i Ernst Schröder, que desenvoluparen diferents aspectes teòrics.